# Poudrières et casernes de Brouage
Les poudrières et casernes de Brouage, bâties au XVIIe siècle, sont situées à Hiers-Brouage, dans le département de la Charente-Maritime en région Nouvelle-Aquitaine (France).

## Historique
Les bâtiments sont inscrits au titre des monuments historiques par arrêté du 9 août 1949.
Les bâtiments ont pu servir à la défense de l'arsenal de Rochefort qui se situe à quelques kilomètres.

## Architecture

### Poudrière Saint-Luc

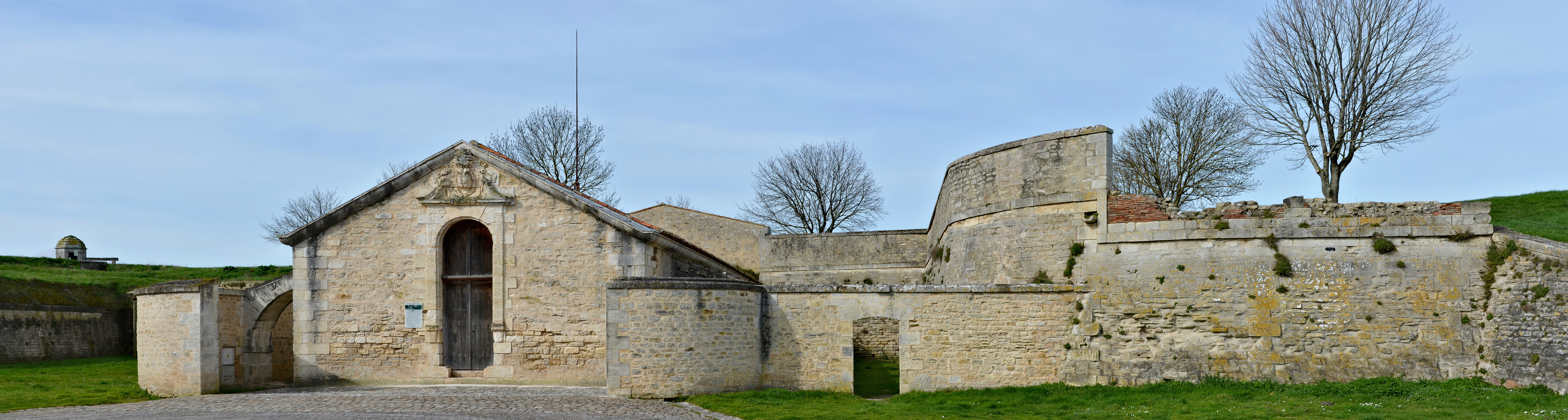
Poudrière Saint-Luc. Remparts.
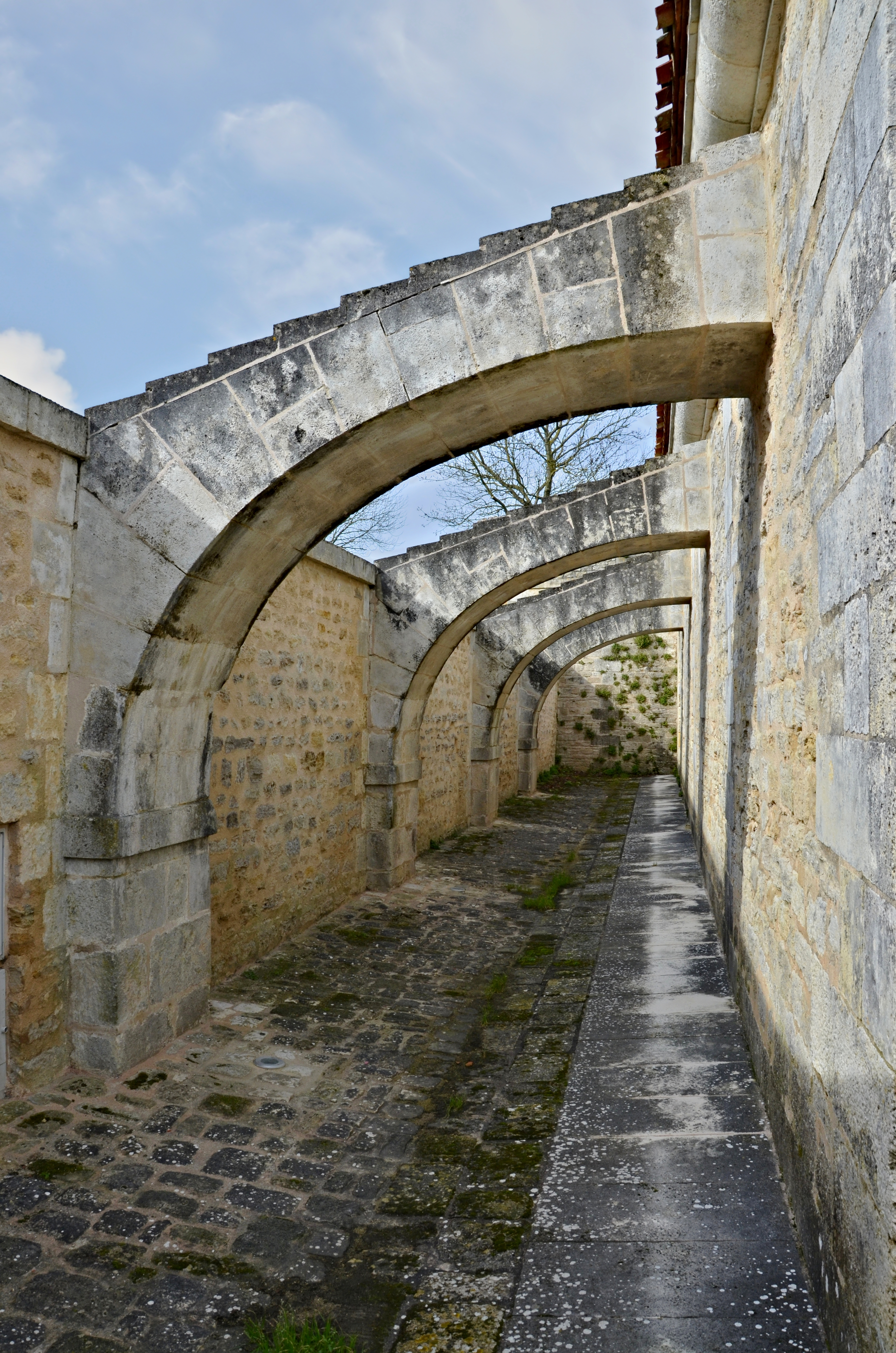
Arcs-boutants.
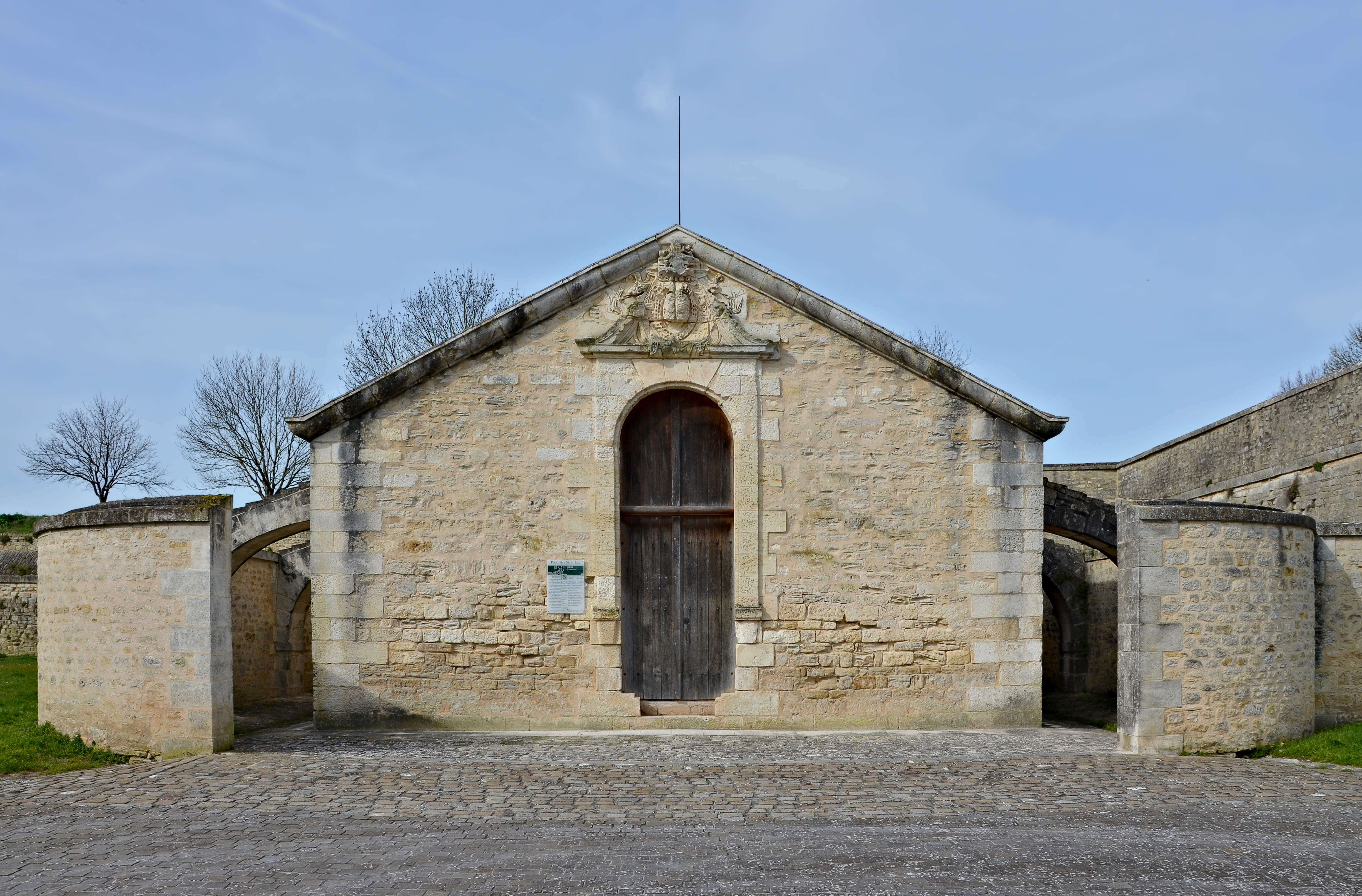
Façade.
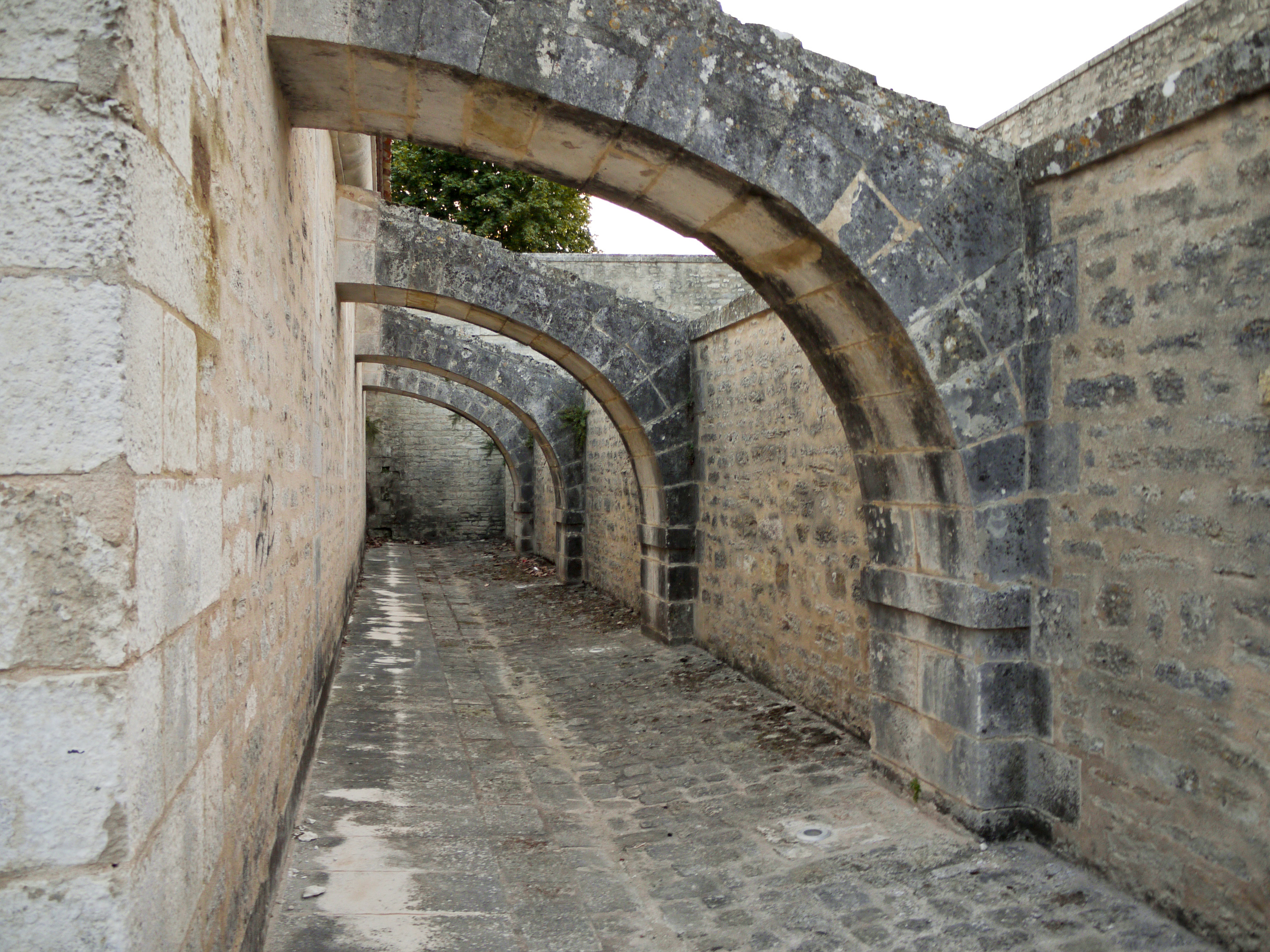
Arcs-boutants.

### Poudrière de La Brèche

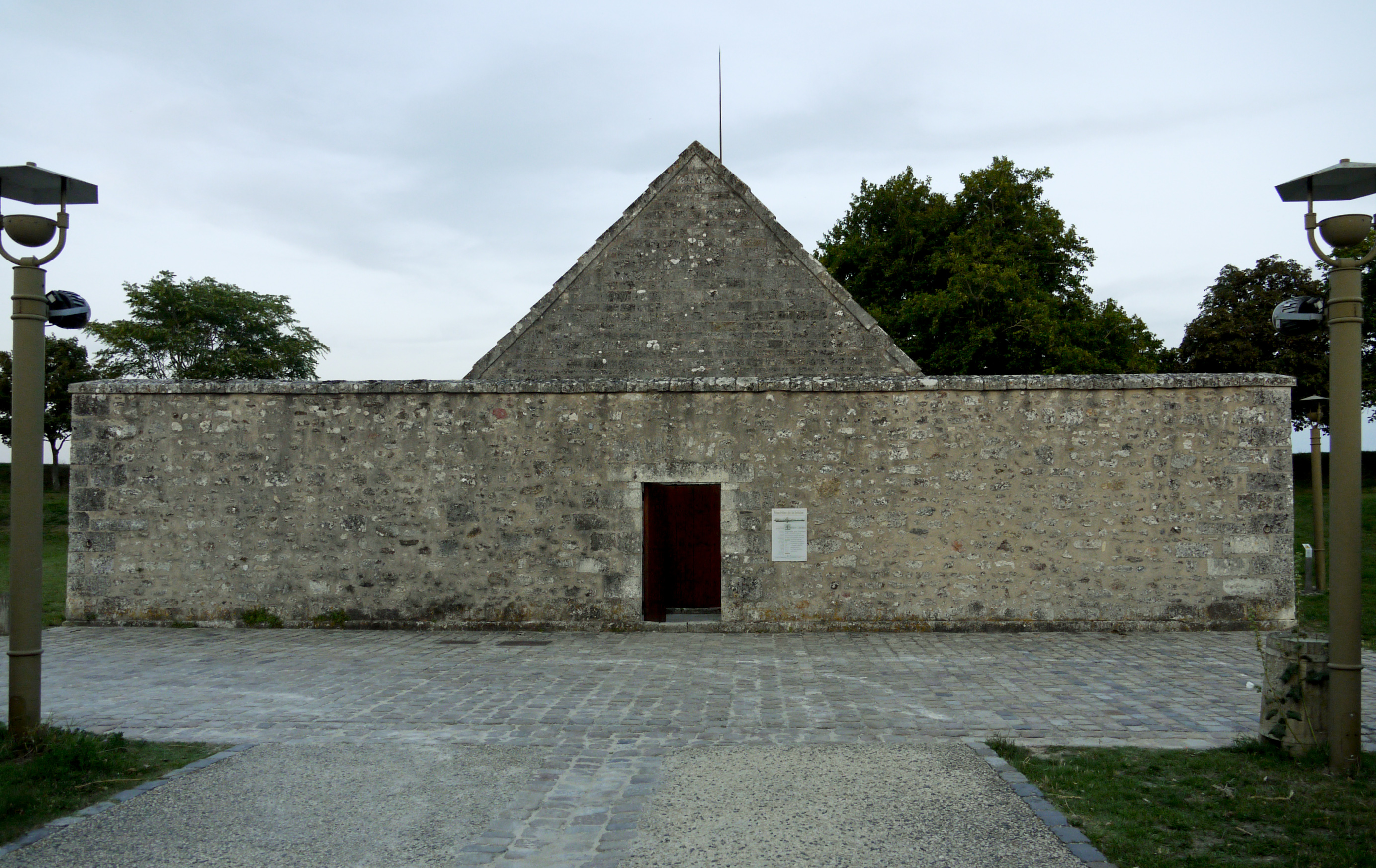
Poudrière de La Brèche.
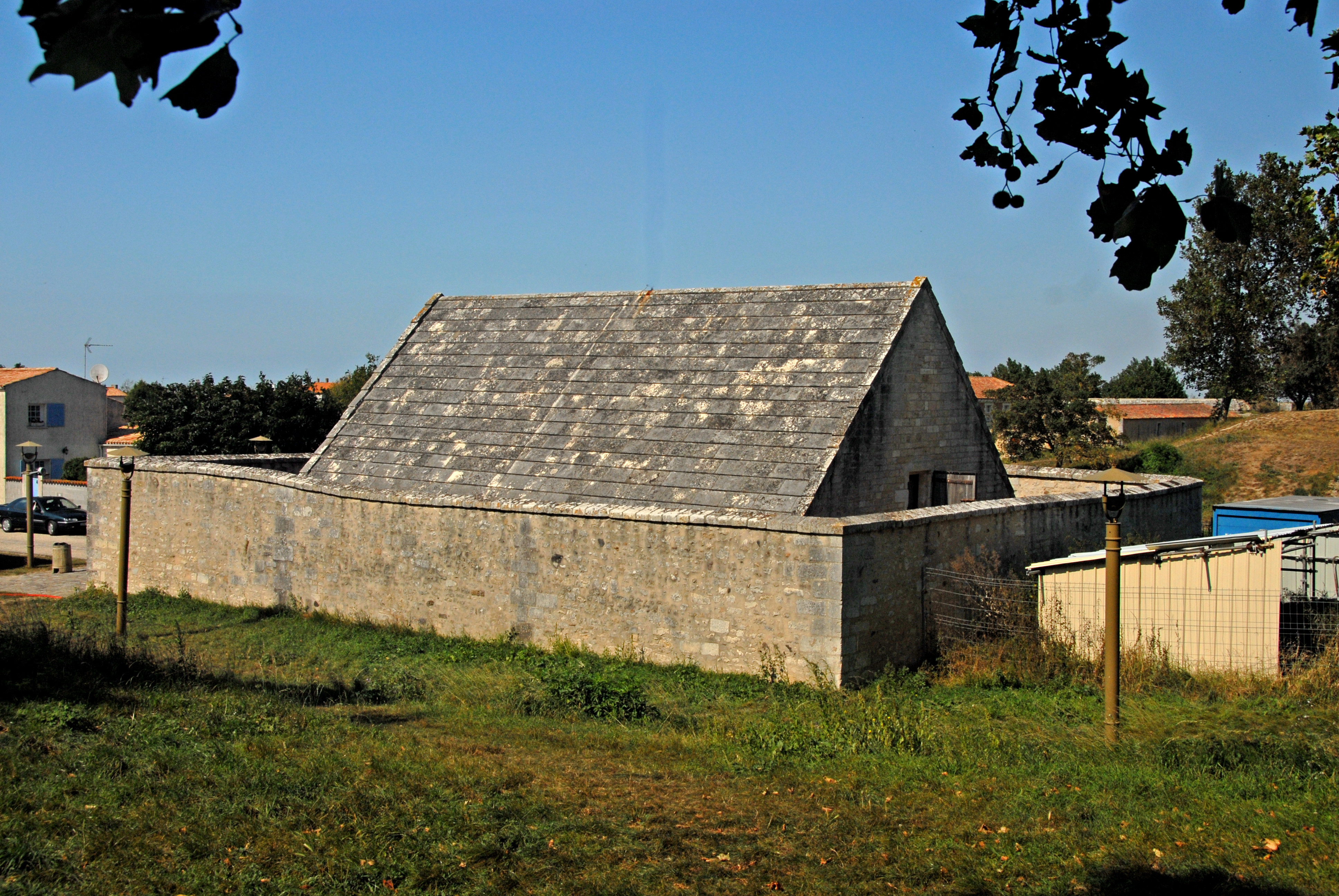
Poudrière de La Brèche.